# خان‌مهران علیا
خان‌مهران علیا، یک آبادی از توابع بخش دهج، شهرستان شهربابک در استان کرمان ایران است.

###### اطلاعات گردشگری جمعیتی و خدماتی روستا
وضع طبیعی روستای خان مهران علیا دهستان دهج بصورت کوهستانی، دره‌ای یا تپه‌ای می‌باشد. و راه زمینی این روستا بصورت جاده خاکی می‌باشد. جلوی هر یک موارد باید دارد یا ندارد باشد: این روستا زمین ورزشی، سالن ورزشی، مسجد، امام زاده، شبکه سراسری برق، موتور برق دیزلی، انرژی نو (خورشیدی ، بادی و…) و گاز لوله کشی ندارد. ولی آب لوله کشی دارد. این روستا همچنین حمام عمومی، دسترسی عمومی به اینترنت، دسترسی به وسیله نقلیه عمومی، بقالی و نانوایی نیز ندارد.

## جمعیت
این آبادی در دهستان دهج قرار دارد و براساس سرشماری مرکز آمار ایران در سال ۱۳۹۵، خالی از سکنه دائم بوده‌است.